# عضلة مبعدة لخنصر القدم
العَضَلة المُبَعدَة لخنصَرِ القَدَم  (بالإنجليزية: Abductor digiti minimi muscle muscle )، هي عضلة من عَضلات الطَرف السُفلي لِجسم الإنسان.

## المَنشأ
تَنشأ العَضلة من الحُديبة الوُسطى (الإِنْسِيّة) والجانِبية لِعظم العَقِب.

## المَغرس
تَنغرس هذه العَضلة في الجانِب الوَحشي (الجانبي) لقاعِدة السَلامى الوُسطى لإصبع القَدم الصَغير.

## العَصب
يَتصل بِها العَصَب الأَخمَصِي الوَحشي.

## الحَركة
تَعمل بِشكل أَساسي على إبعاد إصبع القَدم الصَغير.

## المَراجع
1. Lower Limb Anatomy Part IIB, Alexandria University Faculty of Medicine,1st year, page.89